# Militärischer Führungsprozess

Einflüsse und Abläufe im Führungsprozess

Der Führungsprozess (bis 1998 Führungsvorgang) ist ein strukturierter Denk- und Handlungsablauf der auf allen militärischen Führungsebenen ständig abläuft. Er wird in Inhalt, Umfang und Ablauf der jeweiligen Lage und dem jeweiligen Auftrag angepasst. Er wird durch neue Aufträge oder Lageentwicklungen ausgelöst und vollzieht sich in den Phasen:
- Lagefeststellung,
- Planung,
- Befehlsgebung und
- Kontrolle,

die als Regelkreislauf ablaufen. Sie bauen aufeinander auf und ermöglichen folgerichtiges Denken und Handeln. Engmaschig miteinander verwoben, wiederholen und ergänzen sie sich. Ständige Lagefeststellung erkennt Veränderungen und beurteilt sie. Die Beurteilung dient der Entscheidungsvorbereitung und Planung von Handlungsalternativen, die im Entschluss münden. Der Entschluss ist Kernstück der anschließenden Befehlsgebung, bei der auch das Zusammenwirken der unterstellten und auf Zusammenarbeit angewiesenen (aZa) Truppen koordiniert wird. Schon während der Entscheidungsvorbereitung können diese durch Vorbefehle orientiert und frühzeitig auf neue Aufträge vorbereitet werden. Mit der Kontrolle, die jeder Befehlsgebung folgt, schließt sich der Regelkreislauf, da die im Rahmen der Kontrolle gewonnenen Erkenntnisse wieder in die Lagefeststellung einfließen, um erneut beurteilt zu werden.
Die Vermittlung und Anwendung des Führungsprozesses ist Kernstück der militärischen Ausbildung. Sie setzt bei der Ausbildung der Unteroffiziere an und wird bis zum Generalstabslehrgang fortgeführt. Durch beinahe drillmäßige Wiederholung sollen alle militärischen Führer dazu befähigt werden, auch in Krisenlagen durch folgerichtigen Gedankenablauf zu zweckmäßigen Entscheidungen zu gelangen.

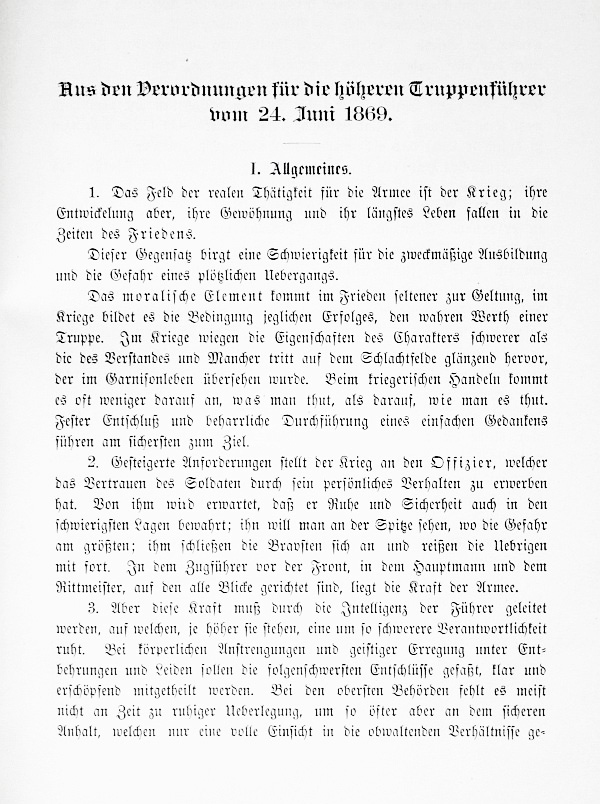
Erste Seite Aus den Verordnungen für die höheren Truppenführer vom 24. Juni 1869 von Helmuth von Moltke

Erste gedankliche Ansätze zum Führungsprozess finden sich in den Verordnungen für die höheren Truppenführer vom 24. Juni 1869 von Helmuth von Moltke und im Handbuch für Truppenführung und Befehlsabfassung (Gera, 1879). Die Reichswehr-Vorschrift Führung und Gefecht der verbundenen Waffen (Berlin 1924; H.Dv. 487) erfasst im 1. Kapitel, Abschnitte C, D und E bereits alle wesentlichen Merkmale. Die Bundeswehr übernahm das Verfahren unter der Bezeichnung Führungsvorgang, die erst 1998 im Zuge einer Neufassung der grundlegenden Dienstvorschrift (Heeresdienstvorschrift 100/200, Führungsunterstützung im Heer) unter marginalen inhaltlichen Veränderungen in Führungsprozess abgewandelt wurde.
Die dem Verfahren innewohnende Logik wurde nach dem Ende des Zweiten Weltkriegs mit vielen anderen Begriffen aus Strategie und militärischer Führungslehre auch für die Wirtschaft nutzbar gemacht. Sowohl der PDCA-Zyklus (nach dem Schöpfer auch Demingkreis genannt), als auch der OODA-Loop sind weitgehend identisch mit dem Führungsprozess deutscher Prägung.

## Feuerwehr

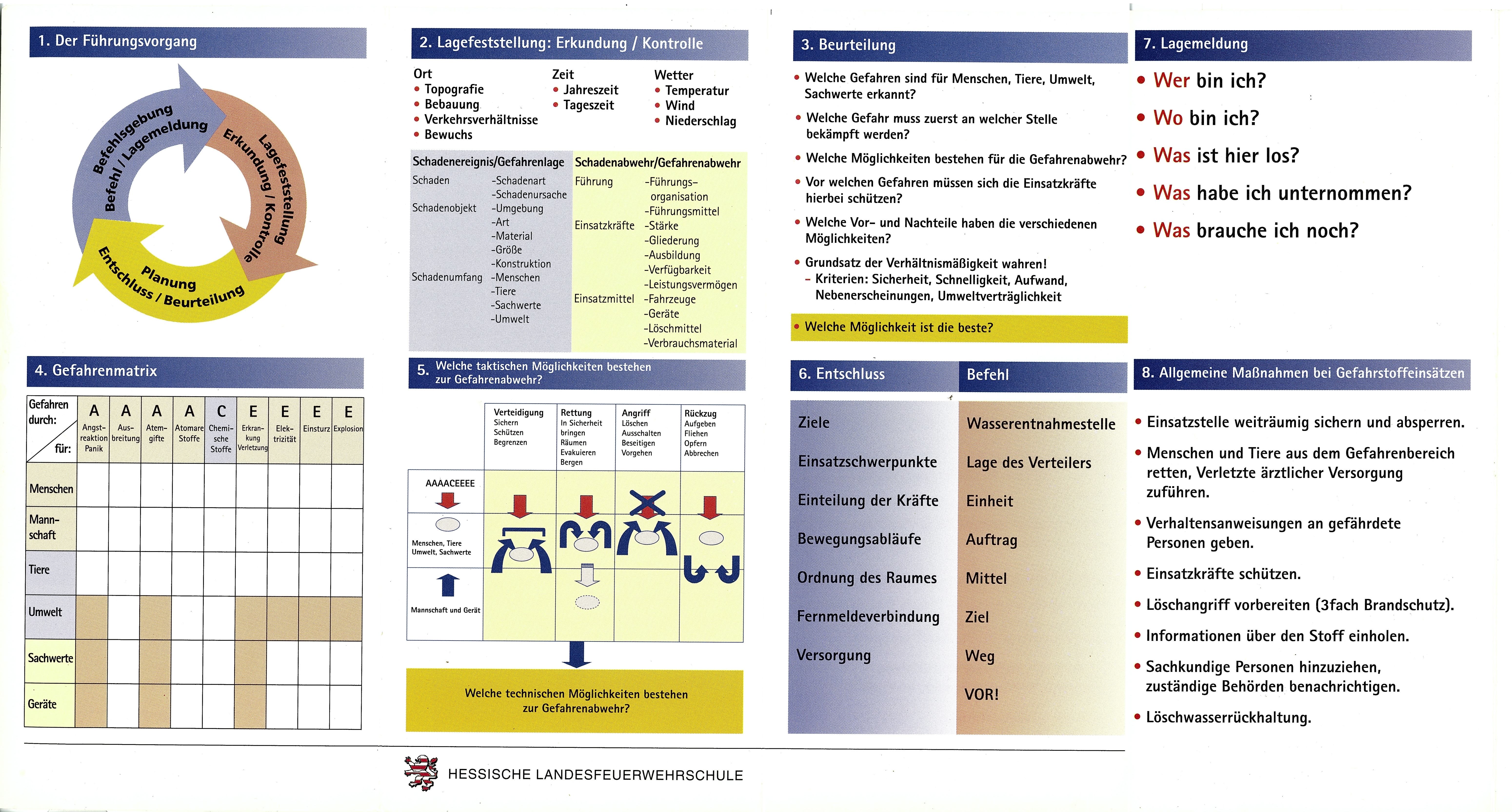
Führungsvorgang bei der Feuerwehr

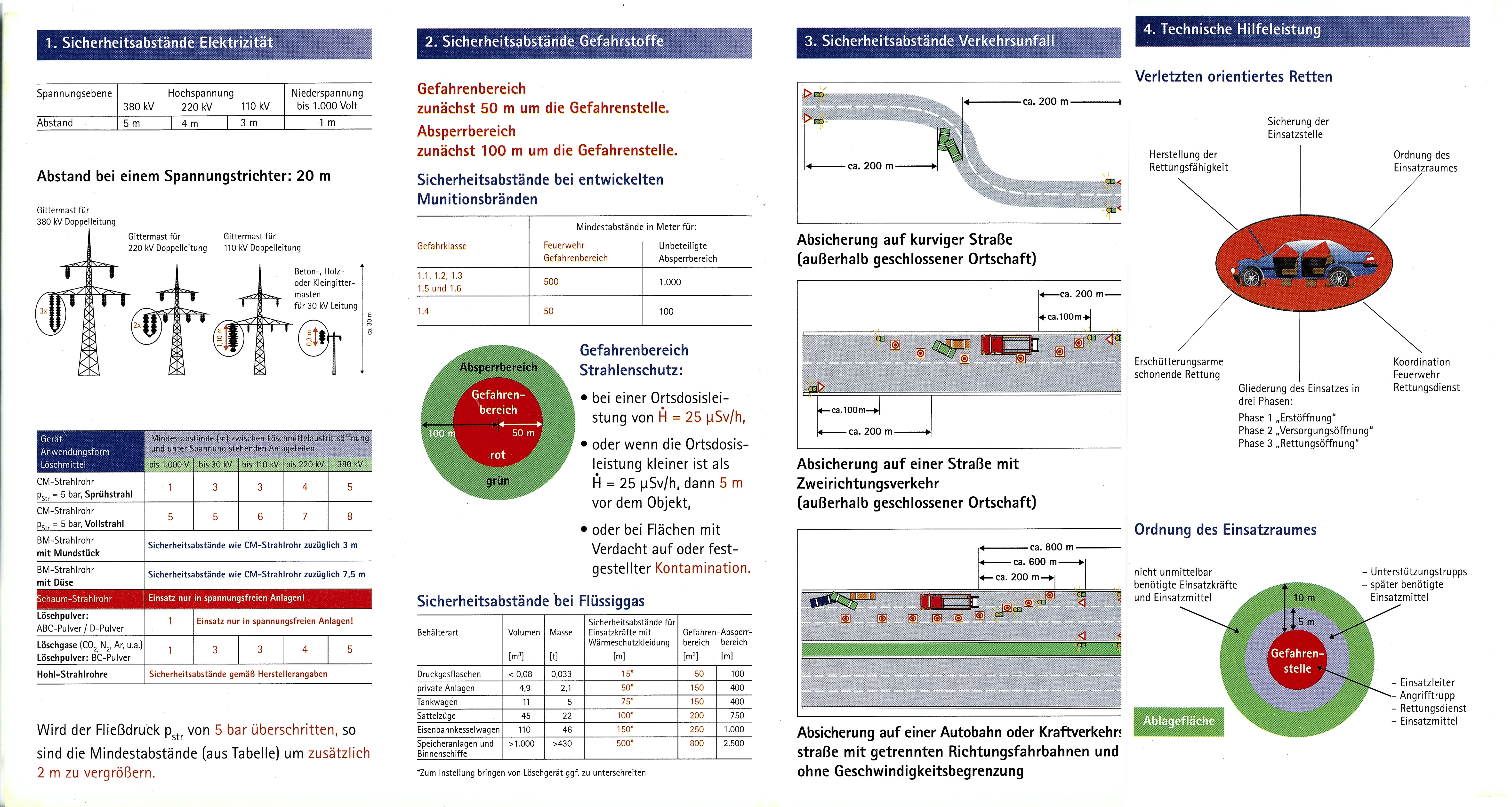
Sofortmaßnahmen am Unfallort

Auch bei der Feuerwehr in Deutschland und im Katastrophenschutz wird der Führungsvorgang als „zielgerichteter, immer wiederkehrender und in sich geschlossener Denk- und Handlungsablauf“ verwendet und ausgebildet. Der Führungsvorgang ist in der FwDV 100 (Führung und Leitung im Einsatz) beschrieben und entspricht im Wesentlichen dem militärischen Führungsprozess.
In Schweizer Feuerwehr- und Zivilschutzlehrgängen wird der Führungskreis durch eine standardisierte Befehlsstruktur, nämlich das OAABS-Schema, ergänzt.

## Nachweise
1. ↑  Ausschuss „Feuerwehrangelegenheiten, Katastrophenschutz und zivile Verteidigung“ (AFKzV): Feuerwehr-Dienstvorschrift 100. (PDF; 808 kB) Führung und Leitung im Einsatz – Führungssystem –. In: hlfs.hessen.de. Hessische Landesfeuerwehrschule, September 1999, abgerufen am 29. November 2023.